# Funambulus
Funambulus és un gènere d'esciüromorfs que habiten el Pakistan, el Nepal, l'Índia i Sri Lanka. Tenen el pelatge gris clar, marró o negre i tres franges al dors. Fan uns 15 cm de llargada, sense comptar la cua, que també fa aproximadament 15 cm.

## Taxonomia
- Subgènere Funambulus
  - Esquirol llistat de Layard (Funambulus layardi)
  - Esquirol de les palmeres (Funambulus palmarum)
  - Esquirol llistat fosc (Funambulus sublineatus)
  - Esquirol llistat de la jungla (Funambulus tristriatus)
- Subgènere Prasadsciurus
  - Esquirol de les palmeres de Pennant (Funambulus pennantii)